# رابسون هال
رابسون هال دانشکده حقوق از دانشگاه مانیتوبا در وینیپگ، مانیتوبا، کانادا. در محوطه دانشگاه فورت گری واقع شده‌است.

## برنامه‌ها
هال رابسون در حال حاضر جی‌دی را ارائه می‌دهد. برنامه‌های Master of Law برنامه دوم در سال ۱۹۴۹ توسط دانشکده حقوق به وجود آمد و توسط دانشکده حقوق در سال ۱۹۶۸ به‌طور اساسی بازسازی شد. هال رابسون به دلیل وکالت و مؤلفه‌های بالینی خود، که شامل چندین دوره مورد نیاز و اختیاری در زمینه مشاوره حقوقی، مذاکره، روش‌های قانونی، تبهکاری، و فرصت‌های بالینی فشرده شناخته شده‌است. همچنان به عنوان یک دانشکده بالینی مبتنی بر عمل و به عنوان یک مرکز علمی پژوهشی حقوقی با حقوق بشر و تمرکز بومی، از شهرت ملی برخوردار است.
این مرکز با دستورالعمل «ادغام رشته‌های حقوق، تجارت و علوم انسانی پایه اصلی کلیه فعالیت‌های اقتصادی در کانادا» تشکیل شده‌است. این مرکز برنامه‌های دانشگاهی را ارائه می‌دهد که دانشجویان را می‌توان با مهارت‌های لازم آموزش داد تا نمایندگی و مشاوره حقوقی کاملی را در اختیار انواع مشاغل خصوصی قرار دهد.
در سال ۱۹۹۹، دانشکده حقوق ، صندوق بین‌المللی تجارت و حقوق تجارت را تأسیس کرد. این برنامه «یک برنامه کارآموزی در هر سال به چهار دانشجو امکان می‌دهد تا کار کنند و فرصت‌هایی را برای دانش آموزان برای پیشبرد تحصیل ایجاد می‌کند، در حالی که مهارت‌های لازم را برای پیگیری مشاغل در رشته‌های حقوق یا تجارت با محوریت بین‌المللی کسب می‌کند». علاوه بر این، دانشجویان درگیر «این فرصت را دارند که در مسابقات بین‌المللی حل و فصل اختلافات تجاری شرکت کنند».

## فارغ‌التحصیلان قابل توجه
- برایان دیکسون (پانزدهمین رئیس دادگستری کانادا)
- مارشال روتشتاین (دادگستری پیوزن دیوان عالی کانادا)
- آلبرت هادسون (دادگستری پیوزن دیوان عالی کانادا)
- چارلز هلند لاک (دادگستری پیوزن دیوان عالی کانادا)
- دانیل یانوفسکی (اولین مادربزرگ شطرنج کانادا)
- کیمبرلی پروست (قاضی کانادایی در دادگاه بین‌المللی جنایی یوگسلاوی سابق و دادگاه بین‌المللی کیفری)
- استوارت گارسون (دوازدهمین دوره نخست‌وزیر مانیتوبا، وزیر دادگستری کانادا و دادستان کل)
- هوارد پاولی (هجدهمین دوره برتر مانیتوبا)
- استرلینگ لیون (هفدهمین دوره برتر مانیتوبا)
- موری سینکلر (رئیس کمیسیون حقیقت و آشتی مدارس مسکونی هند و سناتور مانیتوبا)
- سیدنی هالتر (اولین کمیسر لیگ فوتبال کانادا)
- ایزی آسپر (وکیل میلیاردر)
- ایروین دورفمن (رئیس کانون وکلای کانادا)
- ادوارد پیتبادو (بازیکن المپیک هاکی و مؤسس Ducks نامحدود کانادا)

## مدرسان قابل توجه
- دیوید آسپر (حقوقدان، تاجر، بشردوست و دریافت کننده مدال الماسی جواد ملکه الیزابت دوم)
- چارلز هووبند (دادگستری، دادگاه تجدید نظر منیتوبا)
- بروس مک فارلین، (متخصص در اقامتگاه و دادستان تاج، دادگستری منیتوبا)
- ریموند ای. وایانت (رئیس سابق قاضی دادگاه استان منیتوبا، کانادا)